# Danau Tondano
Danau Tondano är en sjö i Indonesien.   Den ligger i provinsen Sulawesi Utara, i den nordöstra delen av landet, 2 200 km öster om huvudstaden Jakarta. Danau Tondano ligger 683 meter över havet. Arean är 45 kvadratkilometer. I omgivningarna runt Danau Tondano växer i huvudsak städsegrön lövskog. Den sträcker sig 12,8 kilometer i nord-sydlig riktning, och 8,5 kilometer i öst-västlig riktning.